# 鈴木隆元
鈴木 隆元（すずき たかもと）は、日本の法学者。専門は商法。岡山大学大学院教授。

## 人物
法学部生が手に取るバイブル雑誌、『法学教室』の商法科目欄において、積極的に投稿を行っている。

## 略歴
- 1991年3月 - 金沢大学大学院法学研究科修士課程修了 (法学修士)
- 1992年3月 - 京都大学大学院法学研究科博士後期課程中退
- 1992年4月 - 岡山大学法学部助手
- 1994年4月 - 岡山大学法学部助教授
- 2006年4月 - 岡山大学大学院社会文化科学研究科准教授
- 2007年4月- 岡山大学大学院法務研究科准教授
- 2011年4月-現在 - 岡山大学大学院法務研究科教授
- 2018年4月-現在 - 岡山商科大学法学部非常勤講師[1]

## 研究
2019年4月時点
著書
- (共著)「論点体系会社法1総則、株式会社Ⅰ設立・株式(1)[第1条～第170条]」, 第一法規, 2012年2月, (担当部分:株式総説,第104条,第105条,第109条)[2]

論文
- 鈴木隆元「株主平等原則と属人的定めの限界について : 2つの裁判例からの示唆［東京地裁立川支部平成25.9.25判決,東京地裁平成27.9.7判決］」『岡山大學法學會雜誌』第68巻第3-4号、岡山大学法学会、2019年3月、946-927頁、ISSN 0386-3050、NAID 120006603051。
- 「株主の死亡により退職となったときに株式を会社に額面金額又は額面以内で譲渡する合意の効力」, 私法判例リマークス50号98-101頁, 2015年2月, 単著
- 「従業員持株制度と株式信託契約の有効性」, 別冊ジュリスト205会社法判例百選第2版74-75頁, 2011年9月, 単著
- 鈴木隆元「公開会社でない株式会社における支配関係の多様化 ―議決権に関する属人的定めと議決権制限株式―」『臨床法務研究』第11巻、岡山大学大学院法務研究科、2011年3月、3-15頁、doi:10.18926/olr/53818、ISSN 1881-1485、NAID 120005677861。
- 「種類株主の利害調整」, 法学教室362号40-44頁, 2010年11月, 単著
- 「取締役の利益相反取引の範囲について」, 『地域間の統合・競争・協力』（岡山大学社会文化科学研究科 学内COEシリーズ2）大学教育出版 46-61頁, 2010年03月, 単著
- 「1株1議決権原則と議決権制限株式」, ジュリスト増刊新・法律学の争点シリーズ5会社法の争点40-41頁, 2009年11月, 単著